# H5N1
Вірус грипу типу A підтипу H5N1, також A(H5N1), або H5N1 — підтип або субтип вірусу грипу A, який може спричиняти захворювання людини та низки інших видів Штам H5N1, поширений у птахів, який називають HPAI A(H5N1) (що розшифровується як англ. highly pathogenic avian influenza virus of type A of subtype H5N1 — високопатогенний пташиний грип), є вкрай патогенним агентом, що спричинює так званий пташиний грип . Він є ензоотичним у багатьох популяціях птахів, особливо у Південно-Східній Азії.
У червні 2006 року було зареєстровано 65 спалахів захворювань на пташиний грип у країнах Азії, ще 55 вогнищ спостерігали у червні 2007 року. 11 спалахів було виявлено в 5 країнах (Китай, Єгипет, Індонезія, Пакистан та В'єтнам) у 2008 році. Ситуація покращувалася з 2008 року, хоча ФАО попереджала про низький рівень моніторингу епідеміологічної ситуації в країнах Азії, що могло свідчити про недооцінку випадків циркулювання вірусу. У липні 2013 року ВООЗ оголосила про 630 лабораторно підтверджених випадків грипу, спричинених субтипом H5N1, які призвели до 375 смертельних випадків у 2003—2013 роках.
Було розроблено та затверджено декілька вакцин проти субтипу H5N1. Деякі країни запасли їх у сховищах на випадок епідемії, зокрема Сполучені Штати Америки, Велика Британія, Франція, Канада, Австралія.
Дослідження показали, що вкрай агресивний субтип H5N1, який зможе переноситися повітряно-крапельним механізмом передачі поміж ссавцями, може з'явитися внаслідок всього декількох мутацій, що викликало дискусію відносно можливих пандемії та біотероризму.
Вважається, що H5N1 спричинює захворювання птахів, підтверджених свідоцтв передачі цього вірусу від людини до людини не виявлено. Фактором ризику для зараження є контакт з інфікованими домашніми птахами, хоча ефективність передачі від птаха до людини оцінюється як невелика. Тим не менш, близько 60 % людей, у яких було виявлено інфекцію азійського штаму H5N1 у 2003—2013 роках, померли через неї. У 2003 році відомий у світі вірусолог Роберт Вебстер опублікував статтю під назвою «Світ балансує на краю пандемії, яка може вбити велику частину людського населення» (англ. The world is teetering on the edge of a pandemic that could kill a large fraction of the human population у журналі American Scientist. Він закликав виділяти адекватні ресурси для боротьби з тим, що він вважає великою світовою загрозою для, можливо, мільярдів життів. 29 вересня 2005 року Девід Набарро (англ. David Nabarro), новопризначений Головний системний координатор ООН з пташиного та людського грипу, попередив під час прес-конференції, що спалах пташиного грипу може вбити від 5 до 150 мільйони людей по всьому світу. Дослідники виявили ключові події (такі як поява нових вірусних клад, зараження нових видів, поширення на нові території тощо), які відбувалися в ході перетворення вірусу пташиного грипу на пандемічний, і багато цих подій сталися значно швидше, ніж оцінювалося попередніми моделями.